# Fieseler Fi 167
Fieseler Fi 167 – niemiecki pokładowy samolot torpedowy i rozpoznawczy z okresu II wojny światowej.

## Historia
W 1937 roku w związku z rozpoczęciem przez Niemców budowy lotniskowca „Graf Zeppelin” ogłoszono konkurs na budowę samolotu pokładowego, który miałby bazować na tym lotniskowcu. Na konkurs zgłosiły się dwie firmy Gerhard Fieseler Werke GmbH i Arado Flugzeugwerke GmbH.
W firmie Fieseler opracowano dwupłatowy samolot opracowany przez Reinholda Mewesa, który otrzymał oznaczenie Fi 167. W 1938 roku gotowy był prototyp samolotu, który został poddany badaniom oraz próbom porównawczym z opracowanym przez konkurencyjną firmę samolotem Arado Ar 195. Próby samolotu w locie przeciągnęły się w związku z wybuchem wojny. W 1940 roku ostatecznie podjęto decyzję o produkcji serii składającej się z 12 samolotów Fi 167 które miały być wykorzystane jako pokładowe samoloty torpedowe i rozpoznawcze. Już po ich wyprodukowaniu zaniechano dalszych prób z tym samolotem wobec decyzji o wstrzymaniu budowy lotniskowca „Graf Zeppelin”. Łącznie zbudowano 14 samolotów Fi 167 (w tym dwa prototypy).

## Użycie
Po wyprodukowaniu serii informacyjnej w 1940 roku utworzono specjalną 167 eskadrę (Erprobungsstaffel 167), którą wyposażono w samoloty Fi 167. W eskadrze tej miano szkolić pilotów do służby na lotniskowcu. W 1941 roku eskadrę tę przebazowano do Holandii, gdzie pozostawała do 1943 roku. W 1943 roku wobec wstrzymania prac przy budowie lotniskowca eskadrę przerzucono do Niemiec i rozwiązano.
Samoloty Fi 167 przekazano do firmy Fieseler oraz do Niemieckiego Lotniczego Instytutu Eksperymentalnego. Kilka samolotów sprzedano do Rumunii.

## Opis konstrukcji
Samolot Fieseler Fi 167 był dwupłatem o konstrukcji całkowicie metalowej. Płaty były składane do tyłu. Na krawędzi natarcia zaopatrzone w automatycznie otwierane sloty, dolny płat zaopatrzony w klapy. Podwozie klasyczne, stałe z kółkiem ogonowym. W przypadku awaryjnego wodowania, podwozie główne mogło być odstrzeliwane aby uniknąć kapotażu. Samolot wyposażony w hak do lądowania na pokładzie lotniskowca. Samolot charakteryzował się bardzo dobrymi właściwościami lotnymi, z półprzymkniętym silnikiem i ściągniętym sterem mógł opadać prawie pionowo bez zwalania się na skrzydło.
Napęd stanowił silnik rzędowy, chłodzony cieczą, napędzający trójłopatowe śmigło.